# Salsola rosmarinus
Salsola rosmarinus är en amarantväxtart som först beskrevs av Christian Gottfried Ehrenberg och Pierre Edmond Boissier, och fick sitt nu gällande namn av Akhani. Salsola rosmarinus ingår i släktet sodaörter, och familjen amarantväxter. Inga underarter finns listade i Catalogue of Life.